# Куракин, Николай Семёнович
Николай Семёнович Куракин (1914—1943) — командир отряда 3-го авиационного полка (53-я авиационная дивизия дальнего действия, авиация дальнего действия), капитан.

## Биография
Родился 24 декабря 1914 года в крестьянской семье в деревне Соломоновка (ныне Кировского района Калужской области). Член ВКП(б) с 1941 года. Окончил начальную школу и переехал в село Песочня (ныне — город Киров Калужской области). Работал на фаянсовом заводе. В 1933 году поступил в Воронежский машиностроительный институт. Параллельно занимался в аэроклубе.
Учился на агроинженерном факультете ВСХИ. В 1934 году со второго курса института Куракин перешёл в Энгельсскую военную авиационную школу лётчиков, которую окончил в 1937 году. Участвовал в советско-финской войне 1939—1940 годов.
В Великой Отечественной войне с июня 1941 года, будучи командиром корабля ТБ-3 3-го тяжёлого бомбардировочного авиационного полка 42-й дальнебомбардировочной авиационной дивизии, с первых дней войны выполнял боевые задания по бомбардировке аэродромов, железнодорожных узлов и других важных стратегических объектов в Сувалках (Польша), Бобруйске, Пинске, Вильнюсе. За 22 успешных боевых вылета приказом № 0357 по Западному фронту от 5 декабря 1941 года старший лейтенант Куракин был награждён первым орденом Красного Знамени.
В августе 1941 года полк вошёл в состав 23-й тяжёлой бомбардировочной авиационной дивизии и принимал участие в отражении гитлеровского наступления на Москву в составе военно-воздушных сил Западного фронта. В марте 1942 года дивизия была переименована в 53-ю авиационную дивизию дальнего действия. За это время Куракин совершил ещё 40 боевых вылетов. Участвовал в бомбардировке районов скоплений войск и крупных аэродромов противника в Смоленске, Солнечногорске (Московская область). По заданию командования Калининского фронта в трудных условиях он совершил пять ночных полётов с посадкой на незнакомых площадках в тылу врага, доставляя боеприпасы и продовольствие окружённым частям и партизанам и увозя с собой раненых. 23 апреля 1942 года вернулся с задания на горящем самолёте, но сумел его посадить. За мужество и героизм при выполнении заданий командования 18 августа 1942 года Куракин был награждён вторым орденом Красного Знамени.
С августа 1942 года дивизия своими ударами поддерживала войска Сталинградского фронта. Экипажу Н. С. Куракина приходилось выполнять по два боевых вылета за ночь.
Он участвовал в бомбардировке крупных аэродромов противника в Брянске, Сеще (Брянская область) и Орле, скоплений войск противника на подступах к Сталинграду, транспортировал боеприпасы войскам, обороняющим город.
Командир отряда 3-го авиационного полка 53-й авиационной дивизии дальнего действия капитан Куракин к апрелю 1943 года совершил 154 ночных и восемь дневных боевых вылета на бомбардировку объектов в глубоком тылу врага и уничтожение его живой силы и боевой техники.
В конце июня 1943 года после выполнения боевого задания во время посадки капитан Куракин получил компрессионный перелом шейного позвонка. Был направлен в госпиталь в город Мичуринск Тамбовской области. Более трёх недель врачи боролись за жизнь лётчика, но 17 июля 1943 года он умер. Похоронен на площади имени 25 Октября в Мичуринске.
Указом Президиума Верховного Совета СССР от 27 июля 1943 года за образцовое выполнение заданий командования и проявленные при этом мужество и героизм, капитану Куракину Николаю Семёновичу присвоено звание Героя Советского Союза.

## Награды
- Герой Советского Союза (27.07.1943).
- Орден Ленина (27.07.1943).
- Два Ордена Красного Знамени (05.12.1941; 18.08.1942).
- Медаль «За оборону Москвы»

## Память
В деревне Соломоновка Кировского района Калужской области установлены мемориальная доска и бюст Героя.
В городе Киров Калужской области его именем названа улица.